# طيبة مول
طيبة أوتليت مول هو أول أوتليت مول يتم إنشائه في مصر و في قلب مدينة نصر بالقاهرة. المركز التجاري القائم على 2866 متر مربع يحتوي على 34 محل أوتليت، ألعاب للأطفال، مطاعم و دار سينما مع جراج تحت الأرض يكفي لـ107 مركبة و متجر كارفور.

## وصلات خارجية
- الموقع الرسمي لطيبة أوتليت مول

‌